# قورشاقلو (اهر)
قورشاقلو یکی از روستاهای استان آذربایجان شرقی است که در دهستان اوچ‌هاچا بخش مرکزی شهرستان اهر واقع شده است.
این روستا در شمال شرقی شهر اهر و در فاصله ۱۵ کیلومتری آن قرار دارد. شغل افراد ساکن روستا غالباً دامپروری و کشاورزی است. این روستا از مناطق بسیار سرد شهرستان اهر به‌شمار می‌آید.
در کتاب فرهنگ جغرافیایی ایران جلد ۴ چاپ سال ۱۳۳۲ هجری شمسی در مورد روستای قورشاقلو آمده است:
قورشاقلو. (اِخ) دهی است از دهستان حومه بخش مرکزی شهرستان اهر، سکنه آن ۱۸۴ تن. آب آن از چشمه. محصول آن غلات و حبوب. شغل اهالی زراعت، گله داری و صنایع دستی زنان آنجا فرش و گلیم بافی است. راه مالرو دارد. (فرهنگ جغرافیایی ایران ج 4)</ref>.
این روستا فقط در مقطع تحصیلی ابتدایی قادر به ارائه سرویس است بنابراین کودکان برای ادامه تحصیل مجبورند به شهر اهر بروند که با مشکلات زیادی روبرو می‌شوند.
این روستا براساس سرشماری سال ۱۳۸۵ دارای ۱۱ خانوار و جمعیت آن ۴۹ نفر بود که البته در چند سال اخیر جمعیت آن کاهش داشته و در سرشماری سال ۱۳۹۰ روستا دارای ۷ خانوار و ۳۵ نفر جمعیت گزارش شده است در حال حاضر ۶ خانوار در این روستا زندگی می‌کنند که البته در فصل تابستان تعداد خانوارهای ساکن در آن به ۱۰ خانوار می‌رسد.

## بناها
روستای قورشاقلو و بناهای پیر در آن:
روستای قورشاقلو با ۶ خانوار در ۱۵ کیلومتری شمال شرق اهر قرار دارد. روستایی که در گذشته‌ای نه چندان دور ۳۵ خانوار داشت. ساکنان این روستا به کشاورزی و دامداری مشغولند. قورشاقلو با روستاهای قلعه ملک، آق دیوار و کوسالار همسایه است. در قدیم اهالی این روستا قورشاق (شال) بر کمر می‌بسته‌اند و چه بسا به دلیل قورشاق بستن اهالی، این روستا قورشاقلو نام گرفته است.
در شمال شرق این روستا تپه‌ای بلند و مرتفع به نام «پیر» وجود دارد که مشرف به «قوردقیه‌سی» روستای باباجان است. طوری‌که از بالای تپه، چهارسو تا افق قابل رویت است. آثار باستانی موجود در بالای تپه و دره‌های سرسبز موجب تحریک حس تاریخی و طبیعت دوستی می‌شود. خشکه چین کمربند وار بالای تپه نیز چون قورشاق بر کمر می‌ماند که تپه‌ای عاری از هر گونه سنگ و تخته سنگ است اما سنگ‌های بی‌شمار و یک دست فروریخته از دیواری ضخیم با چه زحمت و از کجا به این محل حمل شده، هر ناظری را به فکر وامی‌دارد. تأسیساتی در طرفین ورودی «پیر» به صورت مستطیل و دایره‌ای و به احتمال برج‌های نگهبانی از آثار فروریخته قابل مشاهده است. مساحت تقریبی قسمت سنگ چین حدود هزار متر مربع می‌باشد. درست رو به روی ورودی به سمت جنوب شرق، چشمه‌ای داخل دره وجود دارد. بالای تپه، قسمت وسط محل اتاق یا زیارت با توجه به آوار موجود مشخص می‌باشد. محل مذکور توسط افراد سودجو مورد حفاری قرار گرفته و آثار و سفال‌های موجود در معرض دید مربوط به دوران سلجوقی با سفال‌های لعابی قلیایی و سفال‌های لعاب دار مربوط به دوران ایلخانی و همچنین نصفه پیه‌سوز موجود در محل مربوط به دوران قاجار است. اهالی روستای قورشاقلو و روستاهای اطراف احترام خاصی به این محل قائل هستند و اگر گاو و گوسفند نذری داشته باشند به این محل می‌آورند. سابقاً زنان روستا در آن جا نان می‌پخته و نذری می‌دادند و برای طلب باران نیز همه بر بالای تپه رفته و دعا می‌کرده‌اند. به گفتهٔ یکی از هالی محل به نام «بهرام» تا چهل سال قبل ساختمان پیر پا بر جا بود.
علاوه بر این اثر، آثار ابنیهٔ دیگری در داخل روستا منتسب به خانه سرهنگ میرزا محمد علی خان کچلانی با چهل اتاق تو در تو با کاربری‌های جداگانه اعم از مهمان خانه، زندان خانه، حسینیه، انبار گندم، اصطبل و… مربوط به دوران قاجار در حال از بین رفتن است. همچنین یک سازه گلی که پهنای دیوارهای آن حدود یک متر می‌باشد، در این محل وجود دارد.
از جاهای دیدنی دیگر در روستای قورشاقلو، تاخجاداشی، دیبک داشی و کهریز می‌باشد. کاریز نزد تاخجاداشی نرسیده به روستا واقع است. آب این قنات از کوه‌های چاپان بعد از طی حدود ۱۰ کیلومتر به خروجی آن می‌رسد. بر خلاف کوچکی روستا، گورستان آن بزرگ است. گورستان در حد فاصل روستاهای قورشاقلو و آق دیوار قرار دارد که اهالی هر دو روستا اجساد مرده‌های خود را در همین گورستان دفن می‌کنند.
قیزیل قیه نیز یکی دیگر از آثار باستانی این روستاست که جایی در آن از دست حفاران سالم باقی نمانده است و اما طبق اظهارات اهالی، اخیراً توسط کارشناسان معدن وجود معدن در این محل مورد بحث است که علی‌رغم پیشینه زیاد و آثار فرهنگی و معدنی غنی فقر در چهرهٔ روستا مشهود است.